# Mândrie și prejudecată (film din 2005)
Mândrie și prejudecată este un film produs în 2005 după romanul lui Jane Austen Mândrie și prejudecată (engleză Pride and Prejudice) scris în 1813, roman care a fost subiectul unor numeroase adaptări TV și cinema. Filmul fidel romanului, povestește cum Elizabeth Bennet, inteligentă, spirituală, dar săracă și Mr.Darcy, proprietar bogat, învață să se iubească luptând împotriva prejudecăților și a orgoliului.
Această versiune nominalizată la Academy Award a fost realizată de Working Title Films, regizată de Joe Wright și bazată pe scenariul lui Deborah Moggach. A fost lansată pe 16 septembrie 2005 în Marea Britanie și pe 11 noiembrie în SUA. A fost filmată integral în locații din Marea Britanie în vara lui 2004 și s-au folosit unele clădiri impunătoare, cum ar fi Chatsworth House în Derbyshire și Wilton House în Salisbury (ca Pemberley), Groombridge Place în Kent (ca Longbourn), Basildon Park în Berkshire (ca Netherfield Park) și Burghley House în Lincolnshire (ca Rosings - orașul învecinat al orașului Stamford ce a reprezentat Meryton).

## Subiect

### Hertfordshire

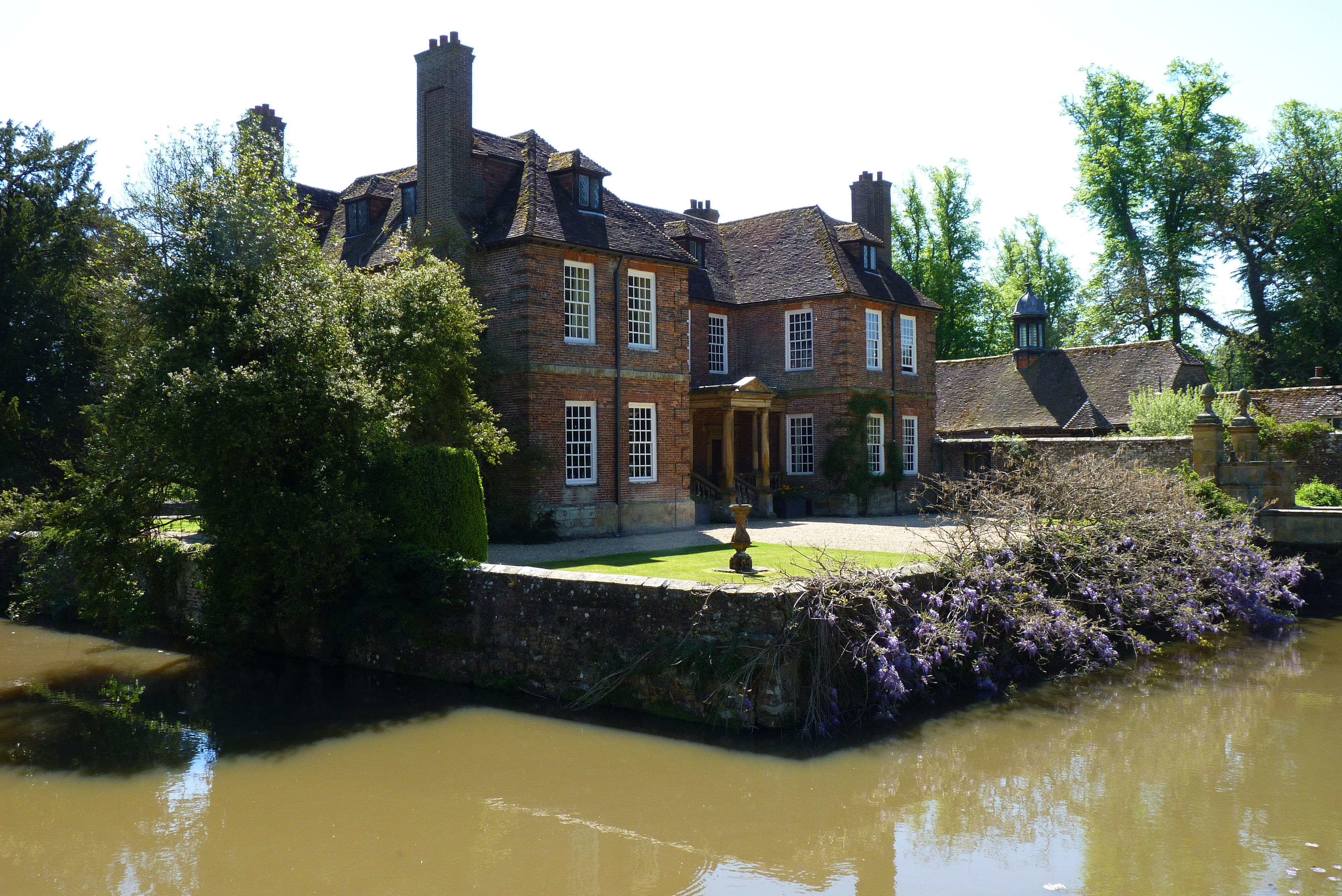
Groombridge Place în Kent este în film Longbourne, casa familiei Bennet

În Anglia rurală de la sfârșitul secolului al XVII-lea, domnul Bennet trăiește în casa sa la țară cu soția sa doamna Bennet și cele cinci fiice: cea mai mare, Jane, frumoasă și timidă, inteligenta Elizabeth, studioasa Mary, sălbatica Lidya și imatura Kitty. Doamna Bennet este obsedată de ideea de a-și căsători fetele cât mai repede, pentru a le vedea sistemate înainte de moartea domnului Bennet. Elizabeth, frumoasă, cu o minte ascuțită ce observă societatea din jurul său și adoră să râdă de prostia celorlalți, întorcându-se de la plimbare o ascultă pe mama sa anunțând sosirea lui Charles Bingley, tânăr bogat și burlac. Acesta a închiriat Netherfield Park, o proprietate vecină, și este însoțit de sora sa, domnișoara Bingley, și de cel mai bun prieten, domnul Darcy. Doamna Bennet speră că domnul Bingley se va îndrăgosti de una din fiicele sale, astfel toată familia va putea să beneficieze. Domnul Bennet le spune că l-a vizitat deja pe domnul Bingley și că acesta va veni la balul din Meryton. La bal, domnul Bingley este imediat atras de frumoasa Jane, în schimb Elisabeth îl aude din întâmplare pe domnul Darcy spunând despre ea că nu este destul de frumoasă ca să danseze cu ea și îi devine imediat antipatic. Kitty și Lydia sunt foarte fericite când află de sosirea unui  regiment de militari la Meryton. A doua zi, Jane este invitată de domnișoara Bingley la cină. Doamna Bennet, văzând că vine ploaia, nu o lasă să ia trăsura și o trimite călare. Jane ajunge la Netherfield udă și se îmbolnăvește, astfel e constrânsă să rămână la Netherfield, spre bucuria mamei sale. Elizabeth sfidând noroiul, merge pe jos la Netherfield pentru a o vedea pe Jane și este invitată să rămână. Astfel ea are ocazia să-și cunoască mai bine gazdele: domnișoara Bingley este îngâmfată și disprețuitoare și încearcă să-l cucerească pe domnul Darcy, Bingley are un caracter cordial și gentil, iar domnul Darcy este rece și mândru. Află că Darcy are o soră mai mică, Georgiana. Doamna Bennet însoțită de celelalte fiice vine la Netherfield pentru a le vedea pe cele două fiice mai mari. Kitty și Lydia îi cer domnului Bingley să dea un bal la Netherfield. La plecarea lui Jane și a lui Elizabeth, domnul Darcy îi dâ mâna să o ajute să se urce în trăsură, aceasta uimită se retrage, iar Darcy pare tulburat și întristat. La Longbourn sosește domnul Collins, verișorul și moștenitorul domnului Bennet, pompos și condescendent. Acesta are intenția să se căsătorească cu una din surorile Bennet și la început pune ochii pe Jane. Dar doamna Bennet îl informează că aceasta e pe cale să se logodească, așa că obiectivul lui devine Elizabeth. În timpul cinei se vede că are un caracter vanitos și ridicol cu galanteria sa învechită, iar Elizabeth râde de el. A doua zi, fetele asistă la sosirea regimentului la Meryton și îl cunosc pe domnul Wickham, care le însoțește la mercerie. Elizabeth e atrasă de acest tânăr atrăgător și curtenitor. În timp ce erau împreună se întâlnesc cu Bingley și Darcy, care trec călare. Darcy și Wickham se privesc cu răceală, iar Darcy se îndepărtează la galop. Elizabeth cere explicații lui Wickham, acesta i le dă imediat: cei doi au crescut împreună, Wickham fiind iubit ca un fiu de tatăl lui Darcy, la moartea căruia Darcy i-a luat moștenirea lui Wickham, acesta fiind nevoit să se înroleze. Cele auzite întăresc părerea negativă a lui Elizabeth despre Darcy.

### Balul la Netherfield
În sfârșit are loc balul de la Netherfield,iar Elizabeth îl caută în van pe domnul Wickham. Mai târziu află că reținut de afaceri, nu a putut veni. Domnul Collins, decis să-i facă curte pe durata balului, o irită pe Elizabeth. Când într-un final reușește să scape de domnul Collins, dă peste domnul Darcy, care solemn o invită la dans. Luată prin surprindere acceptă, mirată ea însăși de răspunsul ei. În timpul dansului au un schimb de cuvinte încordat, iar când stânjeniți rămân tăcuți, rămân pe pista de dans ca și singuri. La sfârșitul dansului se separă. Charlotte îi spune lui Elizabeth că Jane ar trebui să-și arate sentimentele pentru Bingley. Familia Bennet se dă în spectacol în timpul balului, dar Bingley nu vede nimic, văzând-o doar pe Jane. La sfârșitul balului domnișoara Bingley îi spune fratelui său că nu înțelege cum se poate gândi să se căsătorească cu domnișoara Bennet. A doua zi domnul Collins cere să vorbească singur cu Elizabeth și o cere în căsătorie. Aceasta refuză categoric, în timp ce toată familia ascultă la ușă. Refuzul lui Elizabeth o înfurie pe doamna Bennet și cere ajutorul domnului Bennet. Domnul Bennet este de acord cu Elizabeth ceea ce o supără și mai mult pe doamna Bennet, care deja o văzuse pe Elizabeth stăpână la Longbourn după moartea domnului Bennet. Când se întoarce în casă, Elizabeth o găsește pe Jane distrusă cu o scrisoare în mână. Este o scrisoare de la domnișoara Bingley în care o anunță pe Jane că domnul Bingley va rămâne la Londra și își exprimă speranța că într-un viitor nu prea îndepărtat, Charles Bingley se v-a căsătorii cu Georgiana Darcy. Elizabeth convinsă că Caroline Bingley l-a îndepărtat pe fratele său, o sfătuiește pe Jane să meargă la Londra, la unchiul și mătușa lor, familia Gardiner, în speranța că acolo Jane îl v-a putea întâlni pe domnul Bingley. Puțin după plecarea lui Jane, Elizabeth primește vizita prietenei sale Charlotte care o anunță că se va căsătorii cu domnul Collins. Elizabeth ințial șocată de veste, mai apoi înțelege că Charlotte la 27 de ani, urâțică și fără zestre nu are alte oportunități pentru viitor.

### Kent:Hundsford și Rosing Park

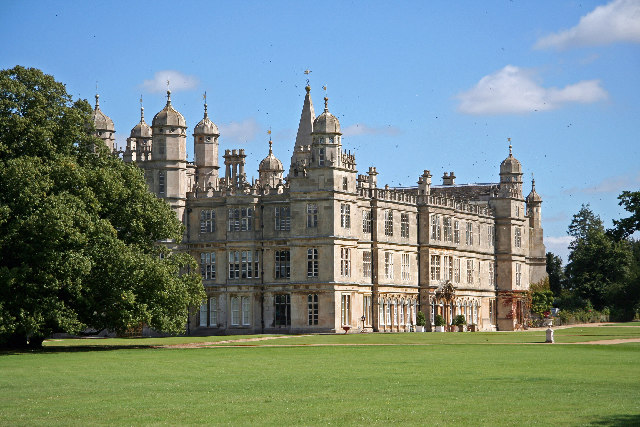
Burghley House este în film Rosing Park

După câteva săptămâni, la invitația lui Charlotte, Elizabeth merge la Hunsford, la familia Collins. Invitați la cină la Rosing Park de către lady Catherine de Bourgh, Elizabeth are surpriza să-l întâlnească pe domnul Darcy, nepotul lui lady Catherine. În fața interogatoriului și criticilor acesteia în privința educației primite, Elizabeth nu se pierde cu firea, și își expune punctul de vedere foarte sigură de ea. Profitând de un moment când ea e singură la pian, Darcy îi spune cât de greu îi este să vorbească cu persoane pe care nu le cunoaște și pare rănit de criticile ei asupra comportamentului său antisocial. A doua zi în timpul slujbei religioase ținute de domnul Collins, Elizabeth află de la colonelul Fitzwilliam că Darcy a fost cel care i-a separat pe Jane și Bingley. Înebunită de durere fuge afară în ploaie și la un moment dat se refugiază într-un vechi templu, când realizează că Darcy a urmărit-o.

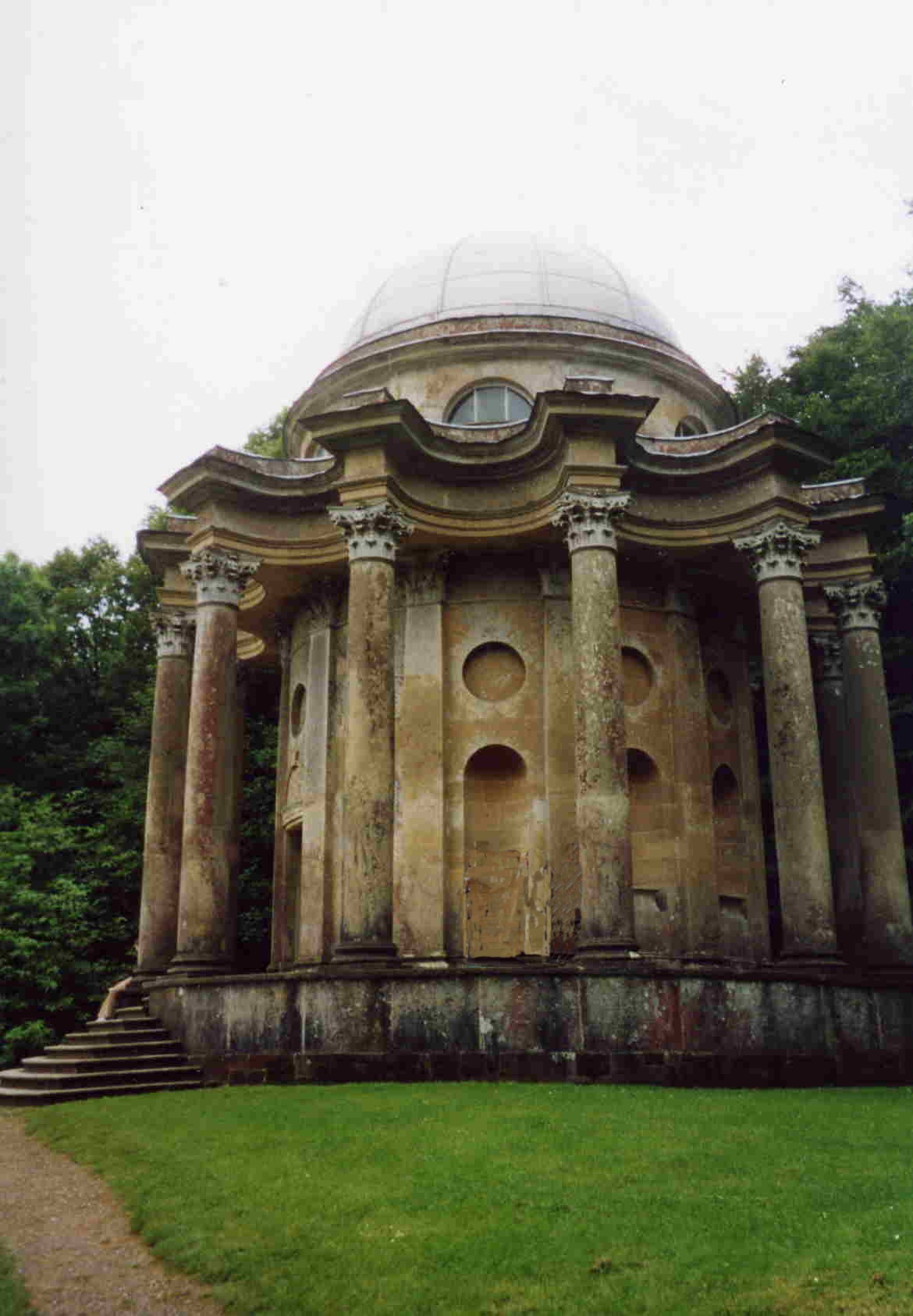
Stourhead, templul lui Apolo, unde Elizabeth primește prima cerere în căsătorie.

Acesta îi cere mâna mărturisind o dragoste incontrolabilă, în ciuda diferențelor de clasă socială. Ea îl refuză fără milă reproșându-i comportamentul său în privința lui Jane și Bingley, el replicând că era convins că Jane nu-l iubește pe Bingley. Când el critică comportamentul familiei sale, Elizabeth îi reproșează felul cum l-a tratat pe Wickham. Supărat și dezamăgit pleacă. Seara Darcy îi aduce o scrisoare în care el recunoaște că a greșit în privința lui Jane și a lui Bingley și îi explică motivul comportamentului său cu Wickham. Wickham refuzase poziția de preot și respectiva parohie în schimbul unei compensații financiare, iar după două săptămâni a pierdut banii la jocuri de noroc și a venit să ceară alți bani. Văzându-se refuzat a încercat să fugă cu sora lui Darcy, Georgiana, pentru a pune mâna pe moștenirea acesteia. Când a auzit că nu va avea niciun ban din cele 30.000 de lire sterline, a abandonat-o.

## Distribuție
- Keira Knightley ca Elizabeth "Lizzy" Bennet
- Matthew Macfadyen ca Fitzwilliam Darcy
- Brenda Blethyn ca Mrs. Bennet
- Donald Sutherland ca Mr. Bennet
- Rosamund Pike ca Jane Bennet
- Jena Malone ca Lydia Bennet
- Carey Mulligan ca Catherine "Kitty" Bennet
- Talulah Riley ca Mary Bennet
- Judi Dench ca Lady Catherine de Bourgh
- Simon Woods ca Charles Bingley
- Kelly Reilly ca Caroline Bingley
- Claudie Blakley ca Charlotte Lucas
- Rupert Friend ca Mr. Wickham
- Tom Hollander ca Mr. Collins
- Penelope Wilton ca Mrs. Gardiner
- Peter Wight ca Mr. Gardiner
- Tamzin Merchant ca Georgiana Darcy
- Charlie Drysdale ca The Gentleman Farmer